# Oileán na Cruite
Oileán na Cruite o An Chruit (en anglès Cruit Island) és una illa deshabitada d'Irlanda, al comtat de Donegal, a la província de l'Ulster. Es troba a la Gaeltacht de Na Rosa. Està unida a l'illa d'Irlanda per un pont.
L'illa és un important centre d'escalada amb penya-segats de granit, el manual d'escalada de 2002 recull prop de 27 pujades a avencs, establerts majoritàriament en 1985. Des de 2007 s'han registrat unes 300 ascensions als penya-segats de granit a tota l'illa.

## Cultura
An Chruit té un important patrimoni musical, el músic local Seán McBride va escriure la famosa balada irlandesa "The Homes of Donegal" en 1955. La cançó "Thíos Cois na Trá Domh" té el seu origen a l'illa i ha esdevingut una cançó molt popular a la Gaeltacht de Donegal fins avui.